# 歌神站

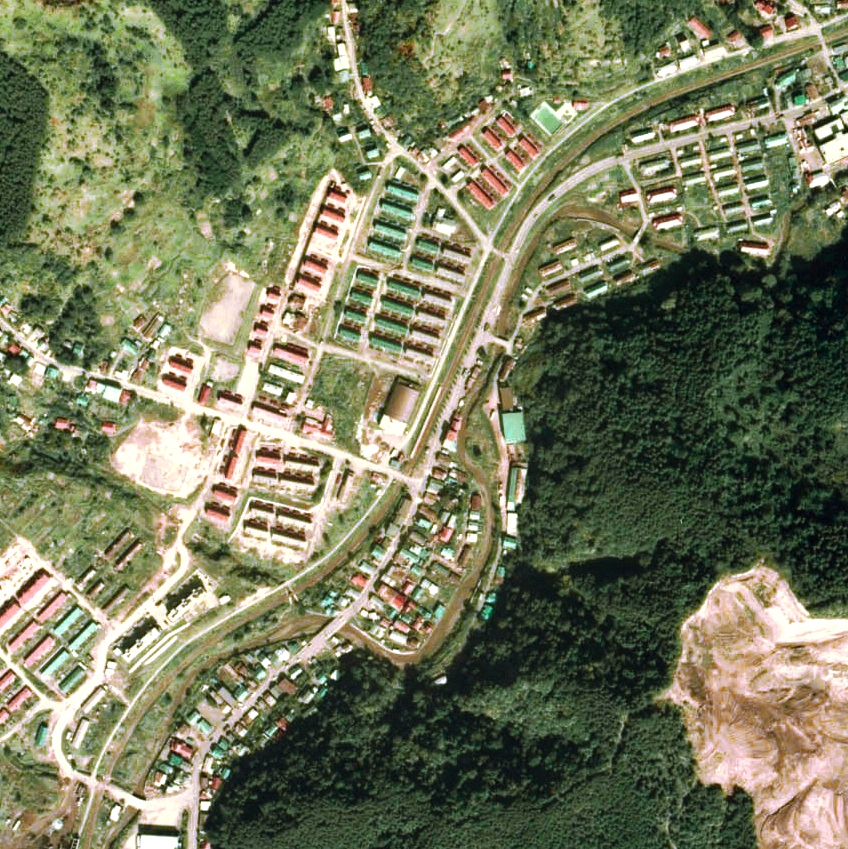
1976年的歌神站與方圓500米範圍。左下方是砂川方向。

歌神站（日语：／ Kashin eki */?）是位於北海道歌志內市字歌神，北海道旅客鐵道（JR北海道）的歌志內線車站（廢站）。隨著歌志內線全線廢線，車站在1988年（昭和63年）4月25日廢除。

## 歷史
- 1959年（昭和34年）12月6日 - 神威站至歌志內站之間開設臨時乘降場[1]。
- 1960年（昭和35年）12月26日 - 成為民間委託車站[1]，車站正式啟用[2]。當時為旅客車站[2]。
- 1979年（昭和54年）11月 - 車站大樓翻新[1]。
- 1986年（昭和61年）11月 - 停止發售車票，成為無人車站。
- 1987年（昭和62年）4月1日 - 伴隨國鐵分割民營化，車站由北海道旅客鐵道（JR北海道）營運[2]。
- 1988年（昭和63年）4月25日 - 歌志內線全線廢除，此站也廢除[2]。

### 站名的由來
車站名稱取自地區名稱。在1903年（明治36年）4月，歌神煤礦開採。該煤礦在歌志内和神威之間而得名。

## 車站構造
截至車站廢除前，此站是地面車站，設有1面1線的單式月台。此站是無人車站。當初在平交道旁設有2層高的車站大樓。後來在較後方的地方建設了一層高的車站大樓。當時委托了附近的商店發售車票（簡易委託車站）。

## 車站周邊
- 北海道道114號赤平奈井江線（日语：北海道道114号赤平奈井江線）
- 神威岳國際滑雪場（日语：かもい岳国際スキー場）
- 北海道中央巴士（日语：北海道中央バス）「歌神」巴士站

## 現況
車站遺址在2021年（令和3年）7月由歌志內市社區建設協力隊員提案下，設置當時模樣的站名牌。

## 相鄰車站
北海道旅客鐵道
歌志內線
神威－歌神－歌志內

## 注腳
1. 1 2 3  新歌志內市史 P1084。
2. 1 2 3 4  《停車場変遷大事典 国鉄・JR編 II》1998年10月 JTB編集、發行。
3. ↑  歌志内市史 P132。
4. ↑   第1版. 札幌市: 日本国有鉄道北海道総局. 1973-03-25: 63. ASIN B000J9RBUY （日语）.
5. ↑  歌志内市史 P628 參見圖片。
6. ↑  新歌志內市史 P1084 參見圖片
7. ↑  1987年拍攝航空照片（國土地理院 地圖、航空照片參閲服務）（日語）。
8. ↑  . 北海道新聞. 2021-08-03 （日语）.